# Battaglia di Saint-Thierry
La battaglia di Saint-Thierry è stata una battaglia della prima guerra mondiale svoltasi nel dipartimento della Marna tra il 30 settembre ed il 4 ottobre 1918. Fu uno dei fatti d'armi che coinvolsero il II Corpo d'armata italiano in Francia.

## Contesto
Il generale Pétain aveva ordinato alla 5e armée dell'esercito francese di pianificare un'operazione per liberare Reims e sfondare l'ala ovest della linea dei monti della Champagne, mentre la 4e armée doveva sfondare ad est. L'avanzata di quest'ultima armata costrinse la 5e armée francese ad agire in fretta; inoltre, alla sua sinistra, la 10e armée tra il 28 ed il 29 settembre aveva compiuto un balzo di 5-6 km verso l'Aisne e l'Ailette, su un fronte di una decina di chilometri, inseguendo i tedeschi in ritirata. Bisognava quindi agire in fretta per sorprendere i tedeschi durante i preparativi della ritirata anche su quel fronte. Il 29 settembre il maresciallo di Francia Foch ed il generale Pétain concordarono per l'indomani l'entrata in azione dell'armata.

## Ordine di battaglia

### Forze alleate
- 5e armée
  - 20e corps d'armée (France)
  - 3e corps d'armée
  - 5e corps d'armée
  - II Corpo d'armata italiano in Francia
    - 3ª Divisione fanteria di linea
    - 8ª Divisione fanteria di linea

  - 13e corps d'armée
  - 1er corps d'armée colonial 
    - 2e division d'infanterie coloniale
    - 3e division d'infanterie coloniale

### Germania
- 7. Armee
- 1. Armee

## Preparazione della battaglia
L'operazione, preparata con grande cura dal generale Maistre e dal generale Berthelot, prevedeva due atti successivi:
1. un attacco tra l'Aisne e la Vesle, da Villers-en-Prayères a Jonchery, con l'obiettivo di scacciare il nemico dall'altipiano tra i due fiumi, preparando così la riconquista di Reims, garantendo la copertura del fianco sinistro dell'attacco che poi il fianco destro dell'armata avrebbe dovuto portare avanti;
2. una volta acquisito il primo obiettivo e dopo il tempo strettamente necessario al rischieramento dell'artiglieria, un secondo attacco lanciato dalla linea del fronte a nord-est di Reims, in direzione di Bazancourt.

Questo attacco doveva aggirare da nord il massiccio di Nogent-l'Abbesse, per poi aprirsi a ventaglio alla sua destra e svilupparsi in direzione di Saint-Masmes, avvolgendo così il massiccio stesso e quello di Moronvilliers.
Contemporaneamente la 4e armée stava raggiungendo a sinistra la regione di Bétheniville. I difensori del massiccio di Moronvilliers furono così costretti a ritirarsi o cadere prigionieri. L'attacco tra la Vesle e l'Aisne doveva essere portato avanti su un fronte di una decina di chilometri da tre corpi d'armata:
- al centro il 20e corps doveva avanzare sulla direttrice Romain, Ventelay, Guyancourt;
- a sinistra il 3e corps, lasciando una divisione sul fronte dell'Aisne, doveva appoggiare la sinistra del 20e e costeggiare lo stesso man mano che il fronte avanzava;
- a destra il 5e corps doveva attraversare la Vesle tra Breuil e Jonchery, impadronirsi di Montigny ed appoggiare l'avanzata del 20e in direzione di Bouvancourt;
- ancora più a destra il 13e corps, che non partecipava all'attacco, doveva tuttavia appoggiare con la propria artiglieria l'azione del 5e corp, seguendone il movimento che puntava sul massiccio di Saint-Thierry, che diede il nome alla battaglia;
- all'estrema destra il 1er corps d'armée colonial doveva avanzare su Reims.

## Svolgimento della battaglia
- 30 settembre: l'attacco fu lanciato alle 5:30 e, per ottenere la sorpresa più completa, non fu preceduto dalla preparazione di artiglieria. Coperta da un denso fuoco di sbarramento, la fanteria avanzò su tutta la linea. Il 5e corps superò brillantemente la Vesle. Sebbene sorpresi, i tedeschi opposero un'energica resistenza, soprattutto a Romain ed a Montigny.
- 1 ottobre: gli attacchi ripresero all'alba; fiaccati dall'attacco del giorno precedente, i tedeschi dovettero cedere terreno e ripiegarono, combattendo, in direzione dell'Aisne e del canale Aisne-Marna.
- 2 ottobre: la 7. Armee di von Eberhardt abbandonò Romain e le posizioni sulla Vesle e, alle 2 di notte, essa non era più a sud dell'Aisne e ad ovest del canale, con retroguardie presso i boschi di Gernicourt, Loivre e Courcy.
- 3 ottobre: dopo una breve ma intensa preparazione d'artiglieria, il 95e régiment d'infanterie de ligne prende Loivre, permettendo alla fine della giornata alla 16e division d'infanterie di superare il canale Aisne-Marna e di respingere la 1. Armee tedesca di von Mudra.
- 4-5 ottobre: costretto ad una inevitabile ritirata, von Below fece distruggere le provviste di viveri e munizioni accumulate nei trinceramenti sui Monts de Champagne e nei forti di Reims.
- 6 ottobre: la mattina i tedeschi evacuano Brimont, Bourgogne, Bétheny, La Pompelle, Beine e Moronvilliers.

## Bilancio
In quattro giorni, la 5e armée catturò 2 500 prigionieri e 30 cannoni. La prima parte dell'operazione era terminata e l'armata si apprestava ad eseguire la seconda manovra quando il nemico iniziò a ritirarsi da Reims alle Argonne. Gli attacchi delle 4e e 5e armée avevano dato al fronte della Champagne la forma di una profonda sacca il cui apice si estendeva dal forte di Pompelle ad Auberive. Rendendosi conto del pericolo che la pressione laterale delle due armate faceva correre ai difensori dei massicci di Nogent-l'Abbesse e di Morovilliers, visto che la situazione generale si aggravava di giorno in giorno, von Below decise di evacuare la sacca e di ritirarsi dietro la linea Suippe-Arnes, più arretrata rispetto all'Aisne, sulla posizione "Brunehild-Kriemhild". La ritirata iniziò il 4 ottobre.